# Oświadczenie Kōno

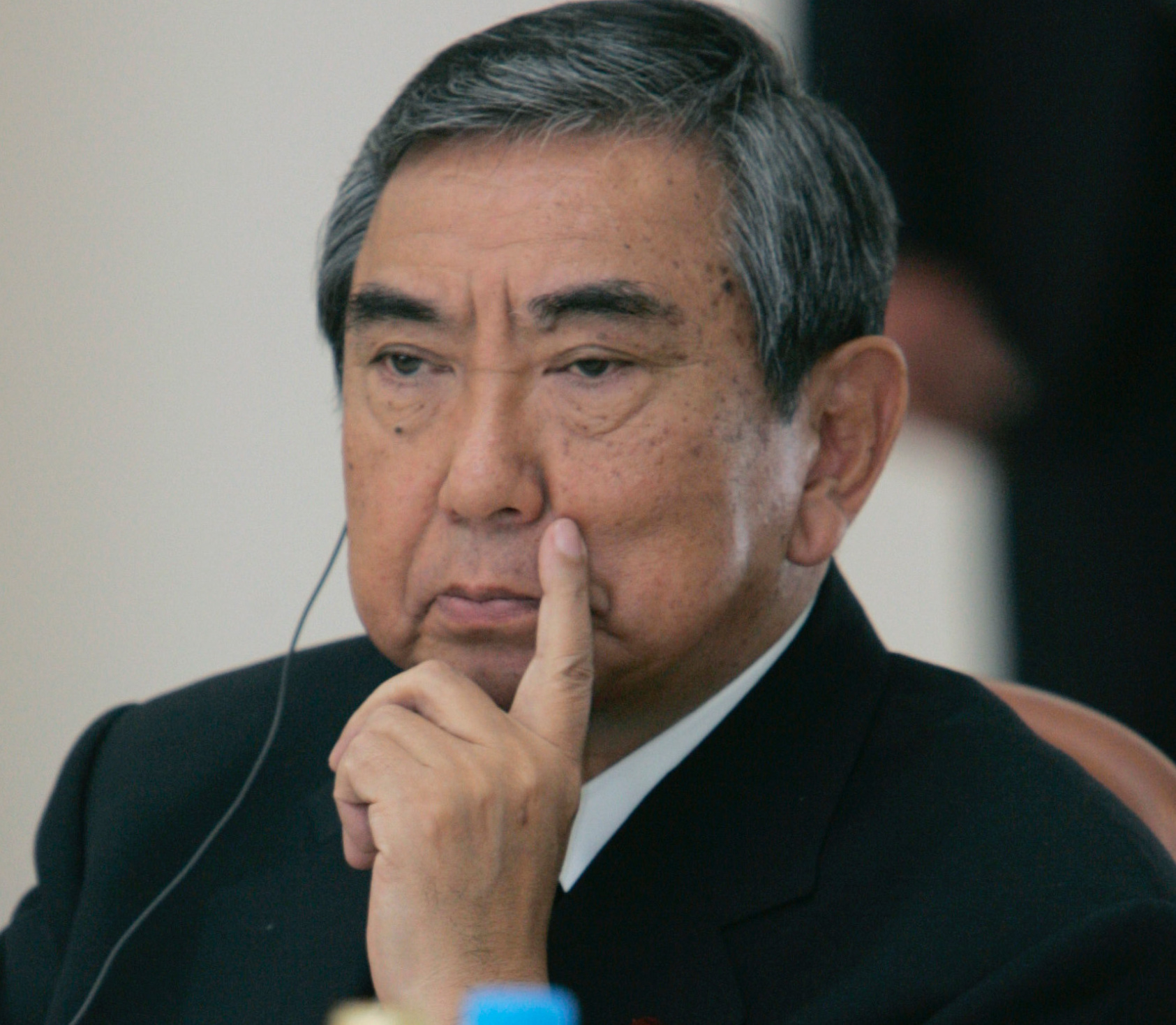
Yōhei Kōno

Oświadczenie Kōno – oficjalne oświadczenie wydane 4 sierpnia 1993 roku przez głównego sekretarza gabinetu i rzecznika rządu Japonii, Yōheiego Kōno. W dokumencie tym rząd japoński przyznał po raz pierwszy, że w czasie wojny na Pacyfiku siły zbrojne Cesarstwa Japonii były zaangażowane w przymusowy werbunek tzw. kobiet pocieszycielek oraz uczestniczyły w tworzeniu i zarządzaniu wojskowymi domami publicznymi, w których kobiety te były więzione i zmuszane do prostytucji.
Oświadczenie Kōno spotkało się z mieszanym przyjęciem. O ile reakcja rządów Korei Południowej i Filipin była pozytywna, o tyle organizacje pozarządowe i niektórzy historycy uznali oświadczenie za zbyt zachowawcze. W Japonii dokument ten przez dłuższy czas nie budził większych kontrowersji, jednakże począwszy od 2006 roku japońskie środowiska konserwatywne zaczęły podejmować próby jego rewizji.

## Tło historyczne

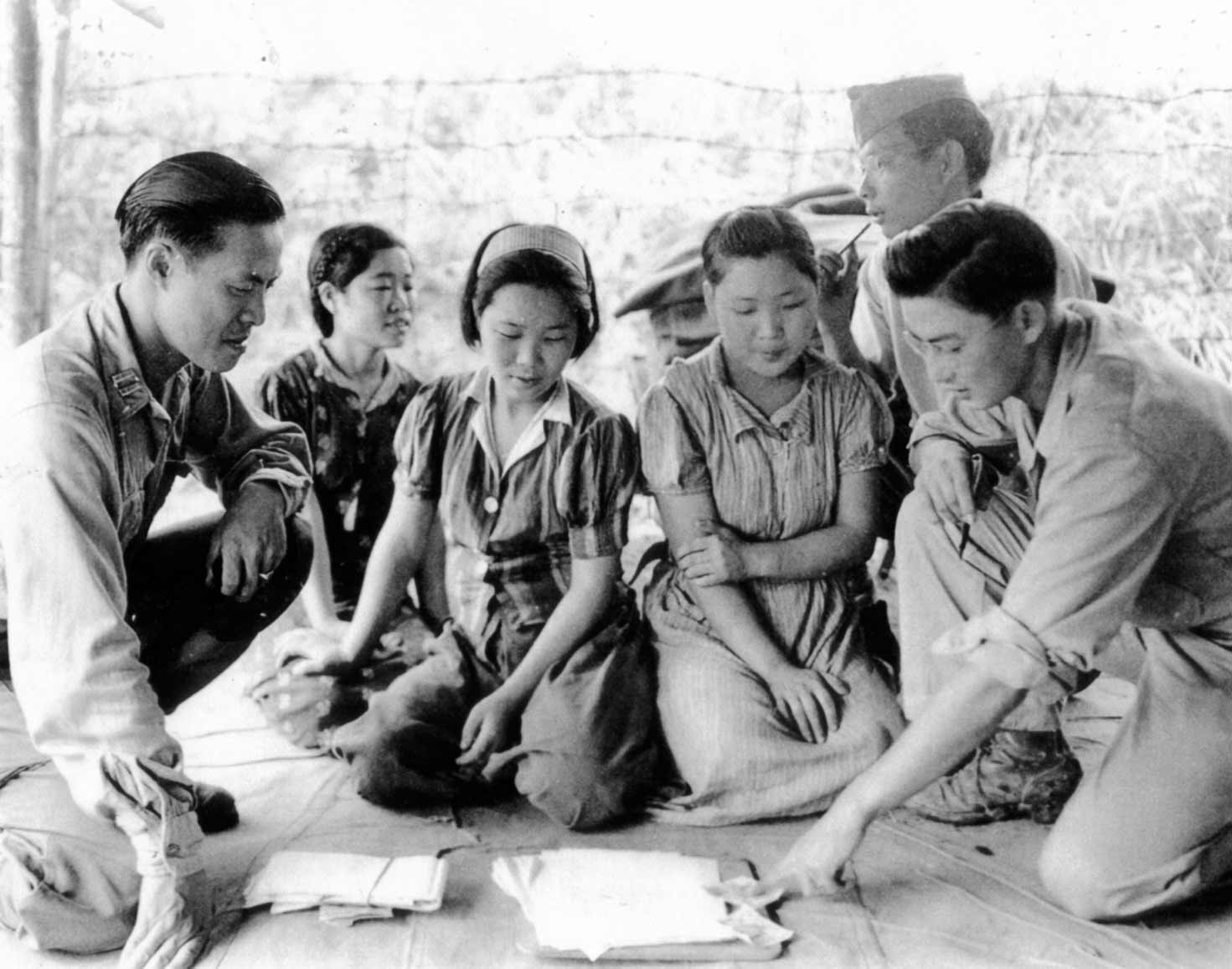
„Pocieszycielki” pochodzenia koreańskiego ujęte przez wojska alianckie podczas kampanii birmańskiej w 1944 roku

W czasie wojny na Pacyfiku na potrzeby Cesarskiej Armii Japońskiej oraz Cesarskiej Marynarki Wojennej stworzono system przymusowej prostytucji i niewolnictwa seksualnego – bezprecedensowy pod względem kompleksowości, czasu istnienia, zasięgu, brutalności i liczby ofiar. Japońscy przywódcy wojskowi liczyli, że poprzez zapewnienie żołnierzom i marynarzom regulowanego dostępu do kobiet – zwanych eufemistycznie „pocieszycielkami” (jap. ianfu, ang. Comfort Women) – podniosą ich morale, ograniczą skalę dokonywanych przez nich gwałtów, a także zapobiegną szerzeniu się chorób wenerycznych. Pierwsze ośrodki pocieszycielskie (jap. ianjo) powstały prawdopodobnie już w 1932 roku w Szanghaju. Proceder ich tworzenia gwałtownie przyspieszył po rozpoczęciu japońskiej inwazji na Chiny w 1937 roku i masakrze nankińskiej. Kontynuowano go nieprzerwanie wraz z rozszerzaniem się działań wojennych na pozostałe obszary Azji i Pacyfiku. Ianjo powstawały wszędzie tam, gdzie stanęła stopa japońskiego żołnierza.
„Pocieszycielki” werbowano przy użyciu podstępu lub bezpośredniego przymusu. Ich liczba nie została jak dotąd precyzyjnie ustalona. Historycy japońscy, koreańscy i zachodni szacują ją zwykle w przedziale od 50 tys. do 200 tys. Przyjmuje się, że zdecydowana większość ofiar pochodziła z Korei. Wśród „pocieszycielek” były ponadto kobiety z Tajwanu, Chin, Filipin, Malajów, Holenderskich Indii Wschodnich, Birmy, Indochin Francuskich, a także niewielka liczba kobiet japońskich. Do werbunku kobiet i prowadzenia „ośrodków pocieszycielskich” japońska armia i marynarka często angażowały cywilnych pośredników, nierzadko jednak same były zaangażowane w sposób bezpośredni – zwłaszcza na okupowanych terenach Chin i Filipin. Jednocześnie wojsko wydawało instrukcje i regulacje dotyczące funkcjonowania ianjo, zapewniało budynki i lokale na ich potrzeby, zajmowało się transportem kobiet oraz organizowało dostawy żywności i środków higienicznych.
Po zakończeniu II wojny światowej historia „pocieszycielek” przez długi czas nie wzbudzała większego zainteresowania polityków i opinii publicznej. Dopiero na początku lat 90. XX wieku południowokoreańskie organizacje kobiece zainicjowały publiczną kampanię, domagając się od rządu Japonii m.in. publicznych przeprosin i wypłaty odszkodowań ocalałym. Początkowo Tokio odżegnywało się jednak od jakiejkolwiek odpowiedzialności za funkcjonowanie systemu „ośrodków pocieszycielskich”, utrzymując, że były one prywatnymi przedsięwzięciami, z którymi japońskie państwo nie miało nic wspólnego. Japońskie władze utrzymywały jednocześnie, że nie ma dowodów, iż „pocieszycielki” były werbowane pod przymusem.
14 sierpnia 1991 roku 66-letnia Kim Hak-sun jako pierwsza ocalała z Korei zdecydowała się zabrać głos i publicznie opowiedzieć o swoich przeżyciach. Wkrótce wraz z dwiema innymi Koreankami wniosła także do sądu w Tokio pozew przeciwko rządowi Japonii. Z kolei 11 stycznia 1992 roku na łamach dziennika „Asahi Shimbun” japoński historyk Yoshimi Yoshiaki opublikował odnalezione dokumenty wojskowe, które stanowiły pierwszy niepodważalny dowód, że Cesarska Armia Japońska była bezpośrednio zaangażowana w tworzenie i prowadzenie ianjo. Pod wpływem tej publikacji japoński rząd wystosował dwa dni później publiczne przeprosiny. Ponadto 17 stycznia tegoż roku, podczas oficjalnej wizyty w Korei Południowej, japoński premier Kiichi Miyazawa wystosował przeprosiny pod adresem narodu koreańskiego. O ile jednak Tokio przeprosiło ofiary i przyznało, że japońskie wojsko i administracja były zaangażowane w funkcjonowanie systemu „ośrodków pocieszycielskich”, o tyle nadal odmawiało przyznania, że werbunek kobiet był prowadzony z użyciem przymusu.
Japoński rząd powołał specjalną komisję do zbadania kwestii „pocieszycielek”. Raport z jej ustaleniami opublikowano 6 lipca 1992 roku. W tym samym roku po raz pierwszy zabrały głos ocalałe „pocieszycielki” niebędące Koreankami: Rosa Henson i Jan Ruff O’Herne. Dzięki ich świadectwom problem „pocieszycielek” wykroczył poza dotychczasowe ramy dwustronnych relacji japońsko-koreańskich, stając się przedmiotem międzynarodowego zainteresowania.

## Oświadczenie i jego treść
Pod wpływem nacisków opinii publicznej rząd Japonii sporządził kolejny, uzupełniający raport na temat „pocieszycielek”. Jego publikacja nastąpiła 4 sierpnia 1993 roku. Tego samego dnia główny sekretarz gabinetu i rzecznik rządu, Yōhei Kōno, wydał oficjalne oświadczenie. Stwierdzał w nim, że:
- tworzenie „ośrodków pocieszycielskich”, podobnie jak werbunek kobiet do pracy w tych przybytkach, odbywało się na żądanie ówczesnych japońskich władz wojskowych;
- japońskie siły zbrojne były „bezpośrednio lub pośrednio” zaangażowane w tworzenie i zarządzanie „ośrodkami pocieszycielskimi”, a także w transport „pocieszycielek”;
- werbunek „pocieszycielek” był prowadzony przede wszystkim przez prywatnych pośredników, aczkolwiek japoński personel wojskowy i administracyjny był „czasami” bezpośrednio zaangażowany w ten proceder;
- wiele kobiet trafiło do „ośrodków pocieszycielskich” wbrew swojej woli, na skutek podstępu lub przymusu stosowanego przez werbowników, oraz było w nich przetrzymywanych w ciężkich warunkach i w atmosferze przymusu;
- większość „pocieszycielek” pochodziła z Półwyspu Koreańskiego, będącego podówczas japońską kolonią.

Jednocześnie w oświadczeniu znalazły się przeprosiny i wyrazy skruchy ze strony rządu Japonii wobec wszystkich kobiet, które „niezależnie od miejsca pochodzenia, doznały jako »pocieszycielki« niezmierzonych cierpień oraz nieuleczalnych ran na ciele i duszy”. Podkreślono również determinację rządu Japonii, aby „nigdy nie popełnić tego samego błędu, poprzez trwałe utrwalenie tych kwestii w naszej pamięci, dzięki studiowaniu i nauczaniu historii”.

## Reakcje
Poprzez wydanie oświadczenia Kōno rząd Japonii po raz pierwszy publicznie przyznał, że siły zbrojne Cesarstwa Japonii były odpowiedzialne za funkcjonowanie systemu „ośrodków pocieszycielskich” i przymusowy werbunek ofiar.
Publikacja zarówno rządowego raportu, jak i oświadczenia Kōno, spotkała się z pozytywną reakcją rządów Korei Południowej i Filipin. Seul – zaznaczając, że konieczne będą dalsze działania ze strony Japonii – zasygnalizował gotowość zdjęcia tematu „pocieszycielek” z agendy dwustronnych rozmów dyplomatycznych. Z kolei rzecznik prezydenta Filipin uznał, że raport i oświadczenie przełożą się na „dalsze polepszenie dobrych relacji z Japonią”.
Mniej entuzjastyczna była reakcja organizacji pozarządowych zajmujących się problematyką „pocieszycielek”. Oświadczenie krytykowano m.in. za zbyt ostrożny dobór słów oraz pominięcie milczeniem kwestii ewentualnych odszkodowań dla ocalałych.
Jednym z krytyków oświadczenia był historyk Yoshimi Yoshiaki, który wskazywał, że de facto bagatelizuje ono rolę wojska i agend państwowych w funkcjonowaniu systemu „ośrodków pocieszycielskich”, przerzucając główną odpowiedzialność na cywilnych pośredników. Jego krytykę wzbudziło również niewymienienie ofiar pochodzących z krajów innych, niż Korea, brak przyznania, że „ośrodki pocieszycielskie” stanowiły zbrodnię wojenną i naruszenie prawa międzynarodowego, a także pominięcie kwestii rekompensat dla ocalałych.
Oświadczenie Kōno otworzyło drogę do (krótkotrwałego) uwzględnienia kwestii „pocieszycielek” w programach nauczania historii w japońskich szkołach. Ponadto w 1995 roku z inicjatywy japońskiego rządu utworzono specjalny fundusz o nazwie Asian Women's Fund (AWF), finansowany częściowo ze środków publicznych, a częściowo z wpłat prywatnych, który oferował ocalałym „pocieszycielkom” jednorazową „wypłatę pokutną” w wysokości 2 mln. jenów oraz pokrycie kosztów opieki medycznej.

## Próby rewizji oświadczenia

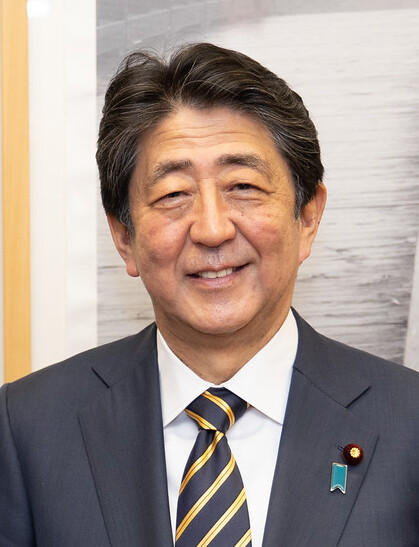
Shinzō Abe

We wrześniu 2006 roku tekę premiera Japonii objął Shinzō Abe. Zaledwie 9 dni po zaprzysiężeniu poruszył kwestię „pocieszycielek” podczas posiedzenia jednej z komisji parlamentarnych. Oświadczył wtedy, że nie ma dowodów, iż były one zmuszane do pracy w wojskowych domach publicznych przy użyciu „przymusu w wąskim znaczeniu tego słowa”, stąd kwestia ta nie powinna być poruszana w japońskich podręcznikach do historii. Powtórzył te twierdzenia podczas konferencji prasowej 1 marca 2007 roku. Słowa premiera spotkały się z ostrą krytyką prasy zagranicznej oraz prasy krajowej o odcieniu liberalnym. Dziennik „Mainichi Shimbun” poświęcił tej sprawie artykuł redakcyjny, zatytułowany „Oświadczenie Kōno musi zostać podtrzymane”. Kilkanaście dni później – prawdopodobnie w związku ze swoją zbliżającą się wizytą w USA oraz trwającymi w Izbie Reprezentantów USA pracami nad rezolucją w sprawie „pocieszycielek” – Abe zadeklarował, że rząd Japonii nadal respektuje oświadczenie Kōno. Podtrzymał jednak wcześniejsze twierdzenia, iż nie ma dowodów w postaci dokumentów archiwalnych, które świadczyłyby, że japońskie wojsko i policja stosowały bezpośredni przymus podczas werbunku „pocieszycielek”.
Przez długi czas oświadczenie Kōno budziło umiarkowane zainteresowanie japońskich polityków i opinii publicznej. Zmieniło się to jednak po inauguracji pierwszego gabinetu Abego. W Japonii narastać zaczęły głosy, zwłaszcza ze strony polityków o poglądach konserwatywnych i nacjonalistycznych, iż oświadczenie jest główną przyczyną, z powodu której szeroko rozumiane ośrodki zagraniczne wywierają naciski na Japonię w sprawie „pocieszycielek”. Wyniki sondażu przeprowadzonego w lipcu 2013 roku wskazywały, że 42% respondentów opowiadało się za rewizją oświadczenia Kōno, podczas gdy 35% było przeciwnego zdania.
28 lutego 2014 roku, kilkanaście miesięcy po tym, jak Abe ponownie objął tekę premiera, główny sekretarz gabinetu Yoshihide Suga ogłosił zamiar „ponownej oceny oświadczenia Kōno”. W celu zbadania wiarygodności zeznań szesnastu koreańskich ocalałych, które posłużyły jako źródło historyczne podczas prac nad oświadczeniem, powołano specjalny panel ekspertów. Działania rządu Abego spotkały się z międzynarodową krytyką. Oburzenie wyraziła prezydent Korei Południowej Park Geun-hye, która zasugerowała, że tak długo, jak Japonia nie zadeklaruje jednoznacznie zamiaru podtrzymania oświadczenia Kōno oraz oświadczenia Murayamy z 1995 roku, nie dojdzie do skutku spotkanie przywódców obu państw. Publiczny sprzeciw wyrazili także japońscy historycy i badacze zajmujący się tematyką „pocieszycielek”: Yoshimi Yoshiaki, Hirofumi Hayashi, Rumiko Nishino. Z ich inspiracji zainicjowano publiczną kampanię, w ramach której blisko 1300 naukowców i intelektualistów złożyło podpis na deklaracji krytykującej działania rządu i domagającej się respektowania oświadczenia Kōno.
Abe dwukrotnie zapewnił na forum parlamentu, że Japonia będzie nadal respektować oświadczenie Kōno i oświadczenie Murayamy. W połowie marca 2014 roku jego doradca, Kōichi Hagiuda, zasugerował jednak, że jeśli odkryte zostaną nowe fakty, rząd Japonii może wydać nowe oświadczenie w sprawie „pocieszycielek”. W odpowiedzi podczas konferencji prasowej w dniu 24 marca Suga ponownie zapewnił, że rząd Japonii nie ma zamiaru wycofywać oświadczenia Kōno, dodając, że Hagiuda wyraził jedynie swoją prywatną opinię. Niemniej od słów Sugi oraz wcześniejszych oświadczeń Abego zdystansował się dwa dni później minister edukacji Hakubun Shimomura, sugerując, że w rządzie nie ma w tej sprawie jednomyślności. Sam Suga prezentował zresztą dwuznaczną postawę, gdyż zapewniając o zamiarze respektowania oświadczenia Kōno, utrzymywał jednocześnie, że nie ma dowodów na zaangażowanie japońskiego wojska i administracji w przymusowy werbunek „pocieszycielek”.
Tymczasem w czerwcu 2014 roku panel ekspertów opublikował swój raport. Stwierdzono w nim, że informacje zawarte w zeznaniach ocalałych „nie znajdują potwierdzenia w innych źródłach”, a w szczególności nie pozwalają potwierdzić z całą pewnością, że „pocieszycielki” rzeczywiście były siłą zmuszane do prostytucji. Raport sugerował jednocześnie, iż ówczesny rząd Japonii wystosował oświadczenie na skutek dyplomatycznych nacisków ze strony Seulu. Działania rządu Abego spotkały się z międzynarodową krytyką; potępiła je m.in. Komisja Praw Człowieka ONZ (lipiec 2014).
W sierpniu 2014 roku dziennik „Asahi Shimbun” ujawnił, że Seiji Yoshida, którego książka Moje zbrodnie wojenne posłużyła jako źródło dla szesnastu artykułów o „pocieszycielkach”, które opublikowano na łamach dziennika w latach 1982–1997, sfabrykował swoje wspomnienia. Skandal ten posłużył japońskim negacjonistom jako pretekst do podważania wiarygodności zeznań „pocieszycielek” i wysuwania żądań wycofania się przez Japonię z oświadczenia Kōno.
W październiku 2014 roku Abe oświadczył, że japoński rząd nie rozważa rewizji oświadczenia Kōno lub zastąpienia go nowym dokumentem.